# Авторское общество Культурный фонд

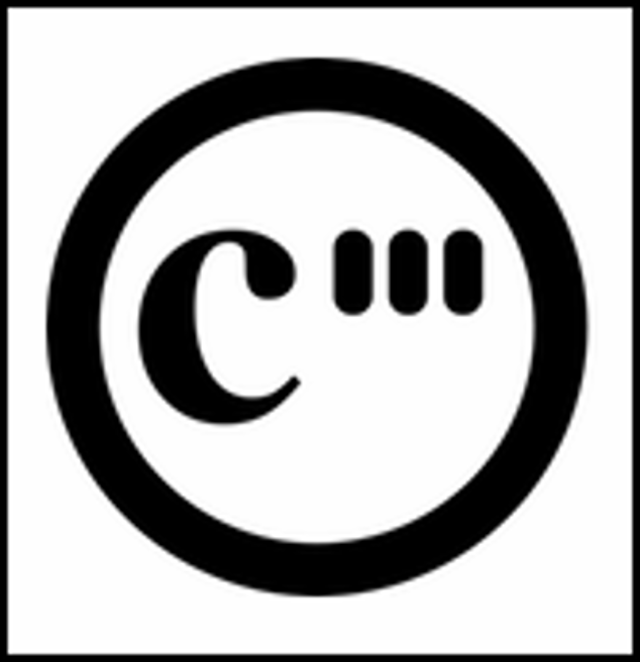
Логотип C3S

Авторское общество Культурный фонд (Cultural Commons Collecting Society SCE mbH. (C3S) -   европейское авторское общество, занимающееся авторскими сборами и распределением их среди авторов музыки. 
Проект C3S в настоящее время координируется и управляется организацией OpenMusicContest.org в Дюссельдорфе на базе ассоциации - конкурента общества ГЕМА, которое в настоящее время является  монополистом в области лицензирования музыки. C3S стремится отличаться от ГЕМА: в C3S все члены имеют право голоса на собрании ее членов и могут выбрать, какие из своих работы они хотят иметь для представления в общество C3S и при каких лицензиях.  Бухгалтерский учет здесь полностью автоматизирован.
Первоначальное финансирование проекта осуществлено  краудфандинг-кампанией, что дало эффект в 119,000 €. Проект  получил положительную оценку в инновационном конкурсе  "Digitales Medienland NRW". В результате конкурса C3S получит 200,000 € из правительственных фондов земли Северный Рейн-Вестфалия (Nordrhein-Westfalen). Ожидается, что обществу удастся собрать еще 200 000 € .
Общество C3S было основано 25 сентября 2013  как общество European Cooperative Society в Гамбурге. 